# Cristo Redentore

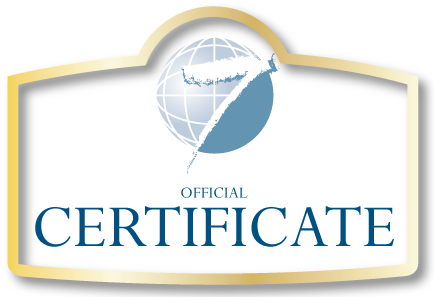
Certificato ufficiale di adesione. Nel 2007 il Cristo Redentore viene eletto come parte delle nuove sette meraviglie del mondo.

Il Cristo Redentore (in portoghese Cristo Redentor) è una statua in stile decò rappresentante Gesù di Nazareth che si trova nella città brasiliana di Rio de Janeiro, collocata sulla cima del monte Corcovado. La statua è alta 38 metri di cui 8 fanno parte del basamento.

## Descrizione
La statua, fatta di calcestruzzo e pietra saponaria e costruita fra il 1922 e il 1931, è un simbolo della città e del Brasile e rappresenta Cristo redentore dell'umanità, inserita nel 2007 fra le sette meraviglie del mondo moderno. Ai piedi della statua è posta una targa messa dalla comunità italiana nel 1974 (in occasione del centenario della nascita di Guglielmo Marconi) per commemorare l'accensione delle lampade della statua tramite un impulso radio da Pisa da parte dello scienziato italiano il 12 ottobre 1931.

## Storia
L'idea di costruire una statua in cima al monte Corcovado nacque intorno al 1850, quando il prete cattolico Pedro Maria Boss chiese alla principessa Isabella dei fondi per la costruzione di un grande monumento religioso. Quest'ultima non era molto d'accordo con questa idea, che fu completamente abbandonata nel 1889 quando il Brasile divenne una repubblica e si ebbe la separazione tra Stato e Chiesa.
Una seconda proposta per la costruzione della statua fu lanciata dall'arcidiocesi di Rio de Janeiro nel 1921. Si organizzò un evento chiamato Settimana del monumento per la raccolta dei fondi necessari alla sua costruzione, i quali giunsero in larghissima parte da cattolici brasiliani. Il progetto di questa costruzione doveva contenere una rappresentazione del simbolo cristiano della croce e il Cristo doveva avere nelle mani un globo ed essere situato su un basamento rappresentante il mondo. Tuttavia fu scelto il progetto del Cristo con le braccia aperte.

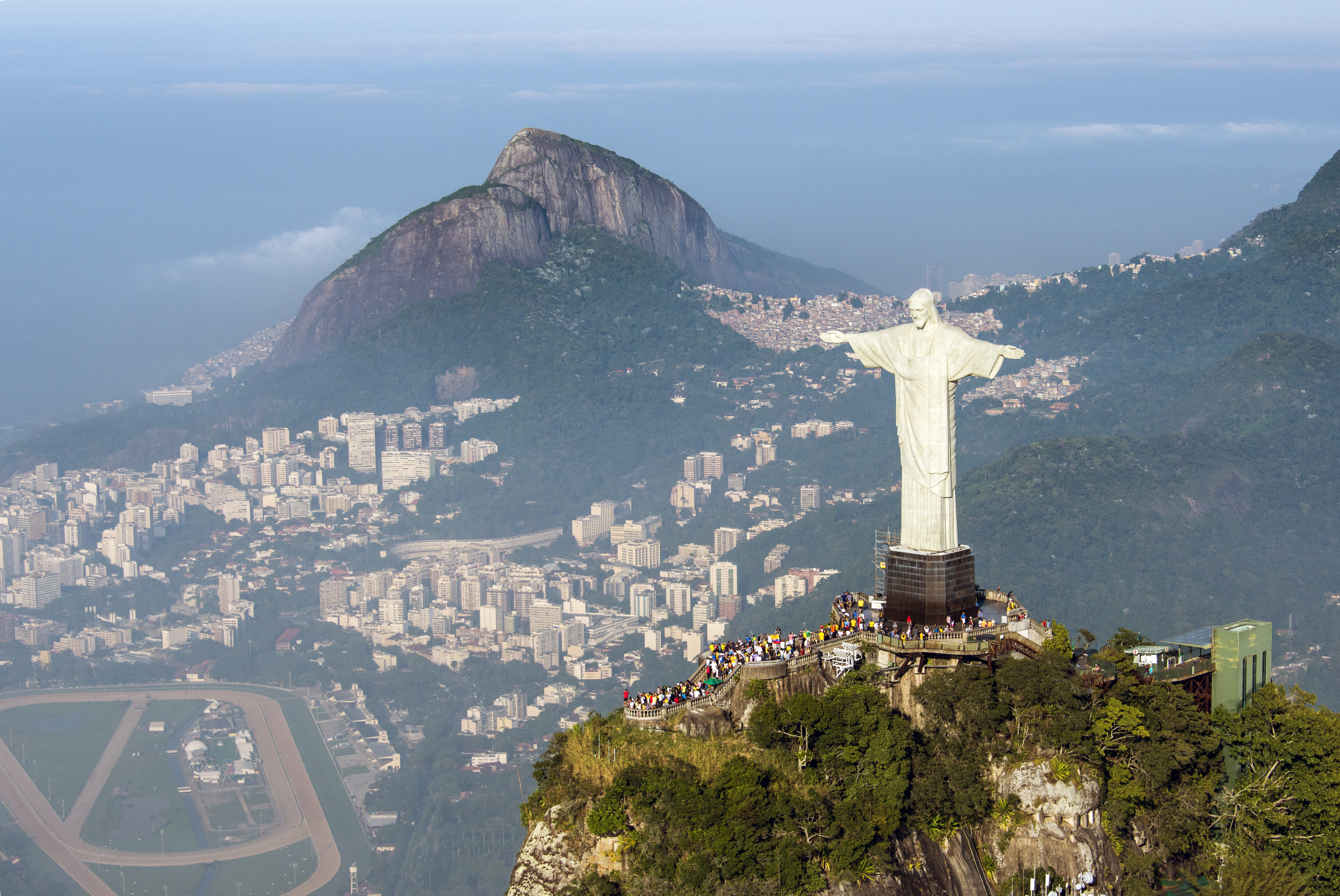
Immagine della statua che sovrasta la città di Rio de Janeiro.

Il monumento fu progettato dallo scultore francese Paul Landowski e come supervisore alla costruzione fu scelto l'ingegnere locale Heitor da Silva Costa. Un gruppo di tecnici studiò il progetto di Landowski e decise di sviluppare la struttura in calcestruzzo e pietra saponaria anziché in acciaio perché questo materiale è più adatto a strutture a forma di croce. Si decise, inoltre, di ricoprire lo strato esterno di un materiale al tempo stesso malleabile e resistente a condizioni climatiche estreme. Il volto della statua è opera dello scultore rumeno Gheorghe Leonida.
Il monumento fu inaugurato il 12 ottobre 1931 dal presidente Getúlio Vargas in una grande e sontuosa cerimonia. Il segnale per l'illuminazione della statua arrivò dalla potente stazione radio di Coltano, frazione di Pisa, ad opera di Guglielmo Marconi.
Nell'ottobre del 2009, in occasione del 78º anniversario della statua, l'arcivescovo di Rio de Janeiro Eusébio Oscar Scheid consacrò una cappella sotto la statua.
Presso Maratea, in provincia di Potenza, sulla costa tirrenica lucana, si trova una statua simile a quella del Corcovado, ancorché leggermente più bassa: si tratta del Cristo Redentore. L'Arcidiocesi di Rio e la città di Maratea sono gemellate dal 16 ottobre 2021.

## Accesso alla statua
Si può giungere alla statua attraverso una linea ferroviaria che collega la statua alla città di Rio de Janeiro. Prima del 2002 per raggiungere la statua era necessario percorrere i 222 gradini che la dividevano dal terminale della linea ferroviaria: una barriera architettonica insuperabile per i visitatori disabili. Da quell'anno, invece, c'è stato un grande processo di rinnovamento della zona per risolvere questo problema: sono stati montati 3 ascensori panoramici e 8 scale mobili.